# AK Sportscars

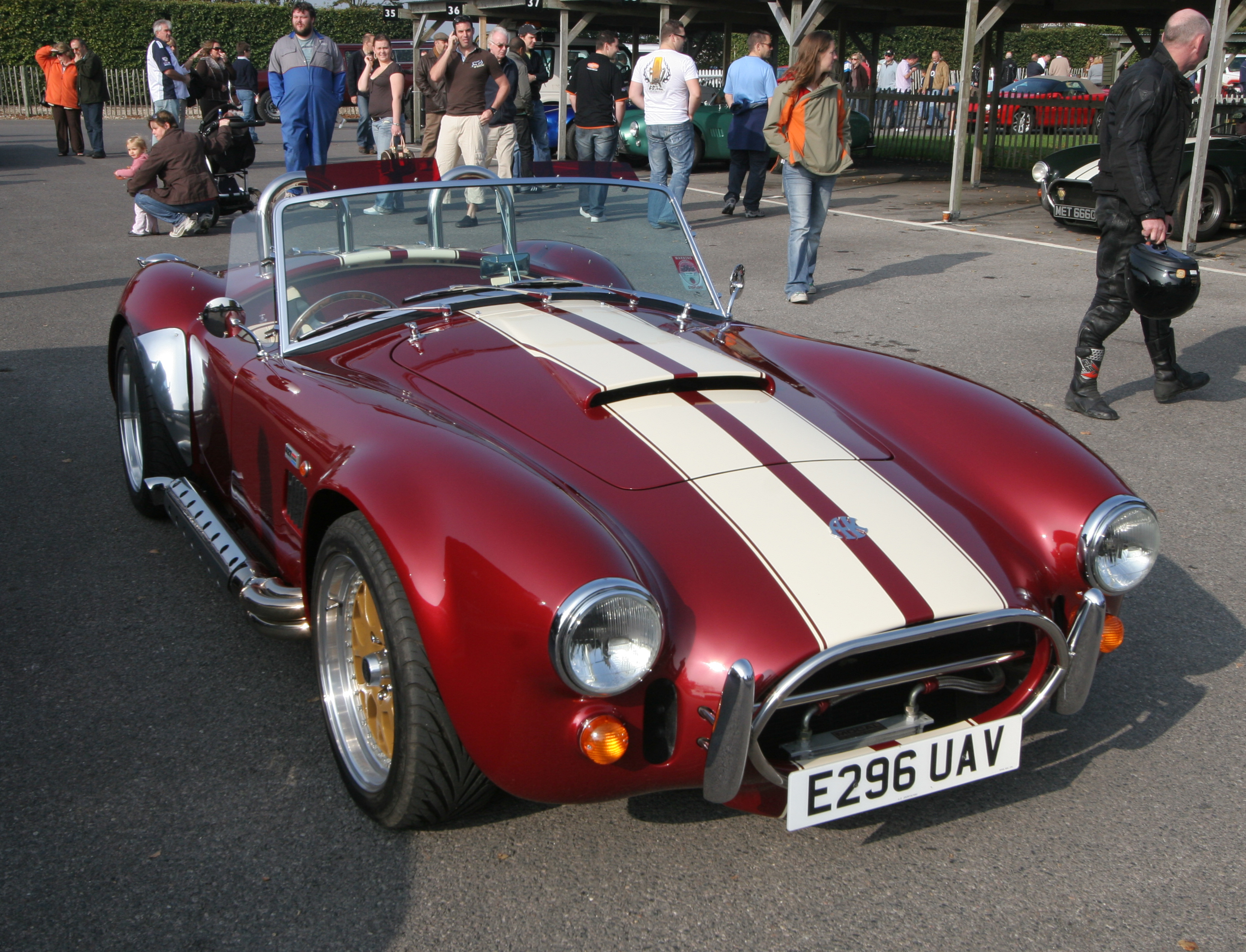
AK 427

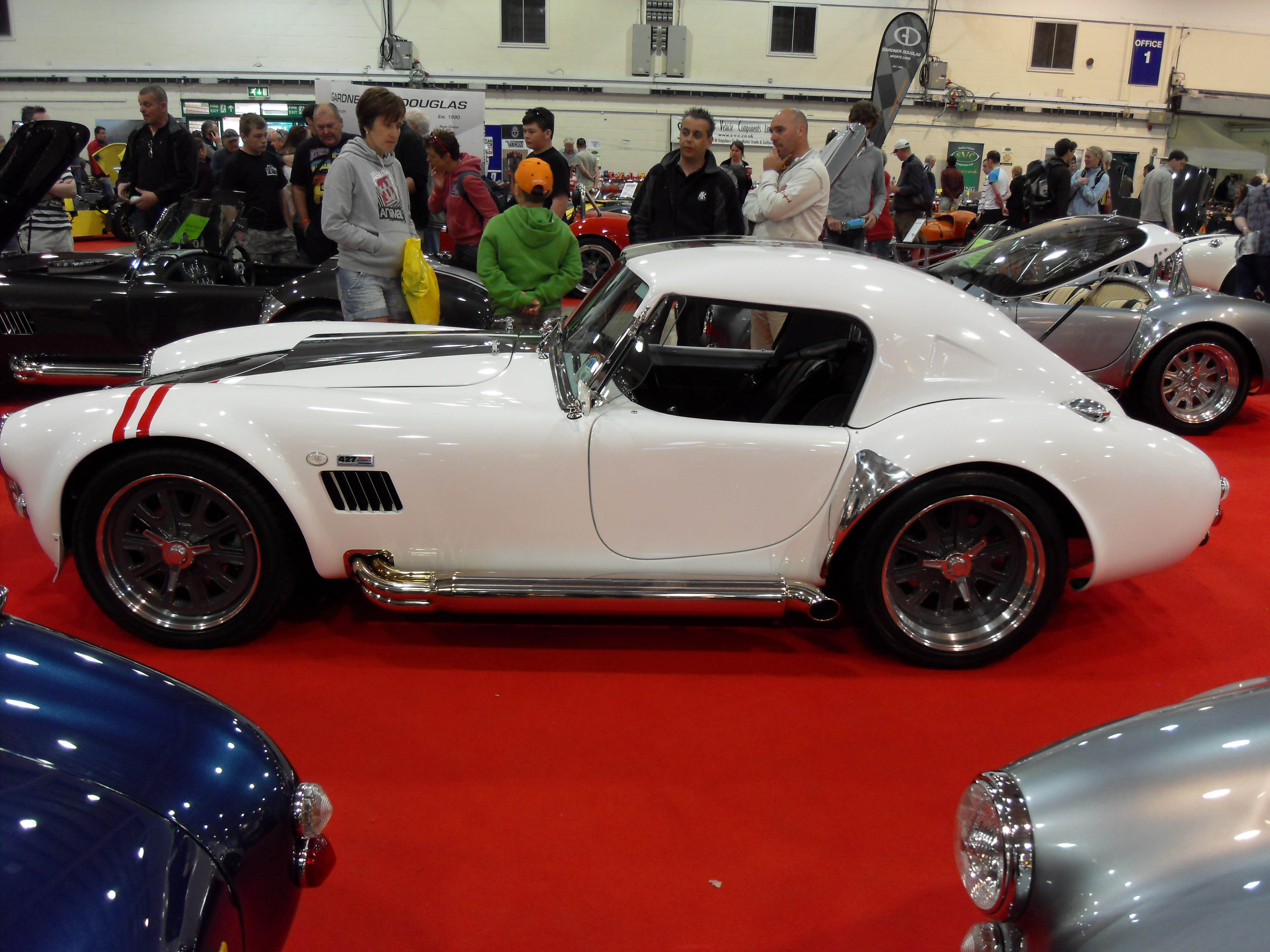
Auch mit Hardtop erhältlich

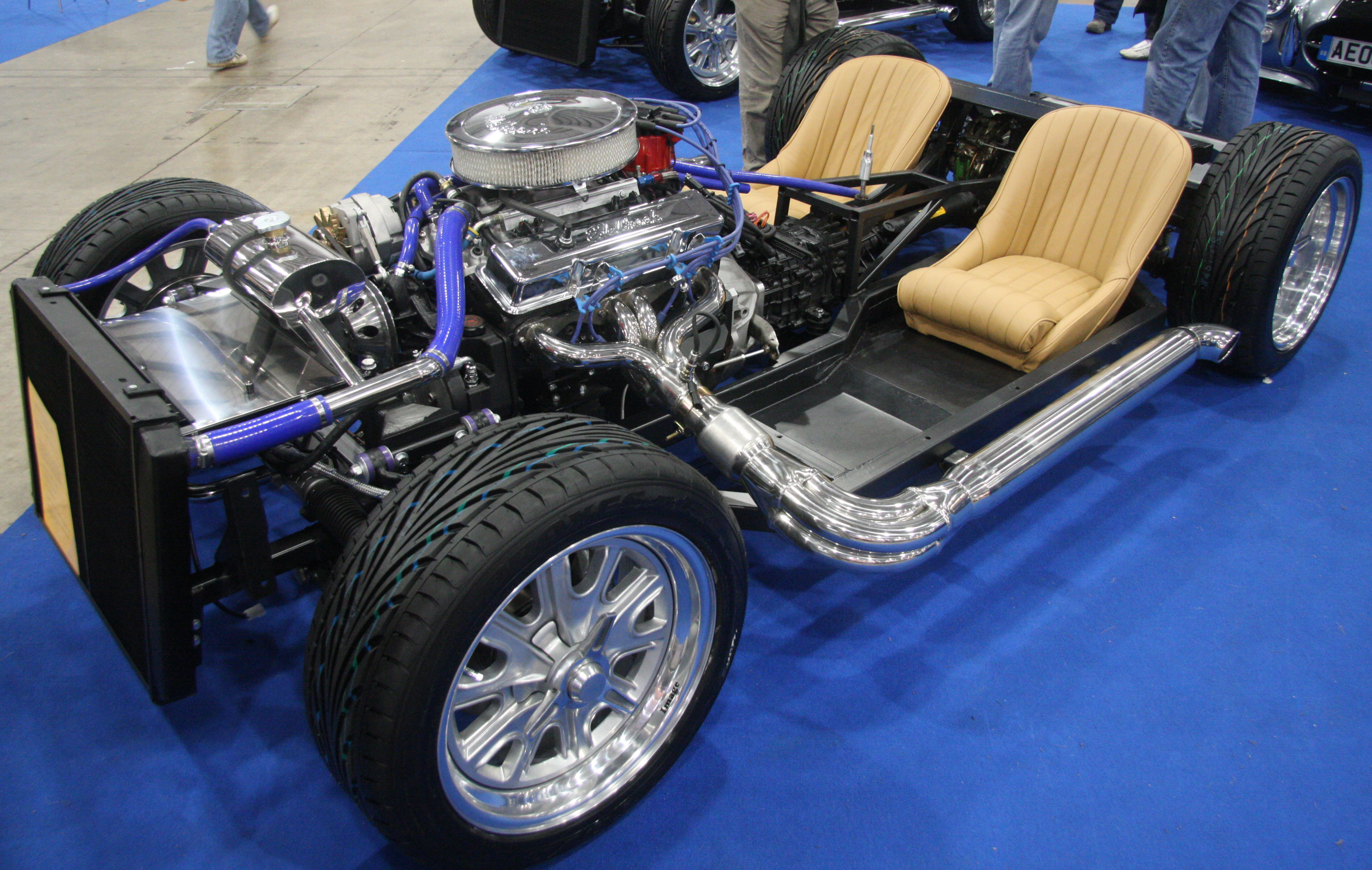
Fahrgestell

AK Sportscars Limited ist ein britischer Hersteller von Automobilen.

## Unternehmensgeschichte
Ken Freeman und Alan Frew gründeten 1992 das Unternehmen in Peterborough in der Grafschaft Cambridgeshire. Sie begannen mit der Produktion von Automobilen und Kits. Der Markenname lautete zunächst KF, wenig später dann AK, was für die Initialen ihrer Vornamen stand. Kens Frau Lynda sowie ihre Söhne Dan und Jon unterstützten die beiden Männer. Jon Freeman übernahm 2009 die Leitung, als sich Ken und Lynda Freeman zurückzogen, und wird dabei von seiner Frau Wendi unterstützt. Bisher entstanden etwa 300 Fahrzeuge.
Im Jahre 2021 übernahm man Southern GT und wird das Modell dieser Firma, ein Nachbau des Ford GT 40, als AK 40 anbieten.

## Fahrzeuge
Unter der Marke KF erschien das Modell Premier. Dies war die Nachbildung des AC Cobra.
Wenig später wurde daraus der 427 unter der Marke AK. Ein Leiterrahmen aus Stahl bildet die Basis. Darauf wird eine offene Karosserie aus Fiberglas montiert. Verschiedene V8-Motoren treiben die Fahrzeuge an.